# 빌 헤이우드
윌리엄 더들리 "빅 빌" 헤이우드(영어: William Dudley "Big Bill" Haywood, 1869년 2월 4일 ~ 1928년 5월 18일)는 미국의 노동운동가다. 세계산업노동자연맹(IWW)의 발기인 중 한 명이었으며, 미국 사회당 집행위원회 위원 중 한 명이었다. 20세기의 첫 20년간 헤이우드는 콜로라도 노동전쟁, 로렌스 섬유 파업을 비롯한 여러 중요한 노동쟁의에 관여했다.
헤이우드는 특정 산업에 종사하는 모든 노동자는 직장이나 직종, 숙련도에 상관없이 하나의 노조로 조직되어야 한다는 산별노조 사상의 옹호자였다. 이는 당대에 널리 퍼져있던 직종별 노동조합(AFL 등)과 대조되는 사상이다. 또 헤이우드는 인종에 상관없이 모든 노동자가 단결해야 한다고 믿었기에 많은 노조에서 충돌을 빚었다. 헤이우드는 정치적 전술보다 직접행동을 선호하는, 말하자면 사회주의자라기보다는 생디칼리스트였다. 이 때문에 1912년 사회당에서 제명되기도 했으니, 이 제명 사건으로 사회당은 두 쪽으로 분열되었고 이후 총선에서 참패하는 곡절을 겪는다. 이후 사회당 집행위는 1913년 헤이우드를 다시 불러들였다.
폭력적 분규에 나서는 데 망설임이 없었기에, 헤이우드는 공안기관의 주요 목표물이 되었다. 1907년 프랭크 스투넨버그 주지사 살해 혐의로 재판을 받은 사건(무혐의로 풀려남)은 국가적 관심거리가 되었다. 제1차 적색공포 기간이던 1918년, 헤이우드는 1917년 간첩법을 위반한 혐의로 다른 IWW 조합원 100명과 함께 체포되었다. 1921년 상고 진행을 위해 구치소에서 나온 틈을 타 헤이우드는 러시아 소비에트 연방 사회주의 공화국으로 도피했고 죽을 때까지 그곳에서 여생을 보냈다. 미국을 그리워하다가 알코올중독과 당뇨로 인한 뇌졸중으로 죽었다.

## 생애

### 어린 시절
윌리엄 더들리 헤이우드는 1869년 유타 준주 솔트레이크 시에서 태어났다. 아버지는 조랑말로 특급우편을 배달하는 집배원이었는데, 헤이우드가 3세일 때 폐렴으로 죽었다. 9세 때 헤이우드는 나이프로 새총을 깎아 만들다가 오른쪽 눈을 다쳤고, 오른눈을 영구히 실명했다. 헤이우드는 살면서 한 번도 실명된 오른눈을 의안으로 갈아낀 적이 없다. 사진을 촬영할 때면 머리를 돌려 얼굴의 왼쪽만 찍히도록 했다. 같은 해, 헤이우드는 광산에서 일하기 시작했으며, 정규 교육은 제대로 받은 적이 없다. 잠깐동안 카우보이와 자영농 생활을 하기도 했지만 1896년 광업으로 복귀했다. 1877-78년의 몰리 맥과이어스 사법살인, 1886년의 헤이마켓 학살, 1894년의 풀먼사 파업을 거치면서 어른이 된 헤이우드는 노동운동에 관심을 가지게 된다.

### 서부광부연맹
1896년, 서부광부연맹(WFM) 총재 에드 보이스가 아이다호의 은광에서 연설을 했는데, 헤이우드는 이 광산에서 일하고 있었다. 보이스의 연설에 감화된 헤이우드는 WFM 조합원으로 가입함으로써 미국 노동사의 물결에 첫 발을 담그게 된다.
헤이우드는 가입한 즉시 WFM의 열성분자가 되었으며, 1900년에는 총집행위 위원이 된다. 1902년에는 WFM 회계간사가 되었는데, 이는 총재 찰스 모이어 바로 다음가는 2인자 자리였다. 같은 해, WFM은 크리플크리크 광산지구를 둘러싸고 몇 년 간 지속된 콜로라도 노동전쟁에 개입했다. 이 분쟁의 결과 노조 조합원과 비조합원을 막론하고 33명의 노동자가 숨졌다. WFM은 가혹한 노동환경과 쥐꼬리만한 임금에 고통받는 다른 노동자들에게 조합의 이익이 확대되도록 하기 위한 일련의 파업을 시작했다. 그러나 이러한 투쟁들은 실패했고, 그 결과 헤이우드는 노동계급의 노동쟁의에 대한 더욱 넓은 지지를 이끌어내기 위해 산업 라인에 따라 조직되는 단일거대노조의 개념을 생각하게 되었다.

### 세계산업노동자연맹
1904년 말, 노동계 급진파의 두드러진 인물 여럿이 일리노이주 시카고에서 새로운 혁명적 노조를 만들기 위한 회동을 가졌다. 선언문이 작성되어 전국으로 배포되었고, 이 선언문에 동의한 노동운동가들이 새로운 노조를 창설하는 대회에 참여하기로 함으로써 세계산업노동자연맹(IWW)이 발족했다.
1905년 6월 27일 오전 10시 정각, 헤이우드는 시카고 브랜드홀에 모인 군중 앞에서 연설했다. 미국 전역의 사회주의자, 무정부주의자, 광부, 노동조합 운동가, 반체제적 노동자 등의 단체들에서 골라 보낸 대표자들 200명이 청중이었다. 헤이우드는 다음과 같은 연설로 제1차 세계산업노동자연맹 대회를 개회했다.
| “ | 노동자 동지 여러분, 이것은 노동계급의 대륙회의입니다. 우리는 자본주의의 노예의 굴레로부터 노동계급을 해방시키기 위한 목적의 노동계급 운동 하에 노동자들을 단결시키기 위해 여기에 모였습니다. 본 단체의 목적과 목표는 노동계급이 경제적 권력, 삶의 의미, 생산 및 분배에 사용되는 기계 제어 권한을 자본가 주인님들과는 무관하게 획득하는 것이 되어야 할 것입니다. | ” |
헤이우드 외에 대회에서 연설한 이로는 미국 사회당 당수 유진 데브스, 전미광산노동자연합의 노동조직가 메리 해리스 "마더" 존스가 있었다. 발족한 이후 IWW는 공격적으로 노동운동에 나서기 시작한다.

### 살인 혐의 재판

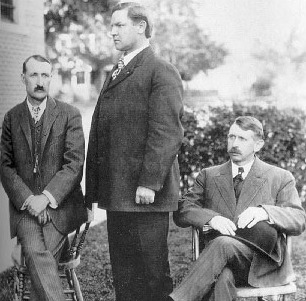
재판 피고들인 찰스 모이어, 빌 헤이우드, 조지 프티본의 사진. 1907년 촬영.

1905년 12월 30일, 전 아이다호 주지사 프랭크 스투넨버그가 칼드웰 시에 소재한 자택 앞에서 폭탄살해를 당했다. 스투넨버그는 주지사로 재임하면서 WFM과 여러 번 충돌했었다. WFM 총재 찰스 모이어의 경호원이었던 전 WFM 조합원 해리 오차드 가 용의자로 체포되었고, 그가 묵고 있던 여관 방에서 증거가 발견되었다. 핑커톤 소속 유명 사립탐정 제임스 맥파를랜드가 수사를 맡게 되었다. 맥파를랜드는 몰리 맥과이어스에 프락치로 침투하여 그 조직을 파괴시킨 혁혁한 전과가 있었다.
재판도 하기도 전에 맥파를랜드는 오차드를 보이스 감화소에 사형수로 집어넣고 식사 배급을 제한하며 삼엄하게 감시했다. 맥파를랜드는 수사 준비를 마친 뒤 오차드를 만나 호화로운 점심식사를 하고 여송연을 피게 해 주었다. 이 핑커톤 탐정은 오차드에게 네가 살 수 있는 방법은 WFM 지도부를 이 일에 연루시키는 것이고, 그러지 아니하면 즉결 교수형을 면치 못할 것이라고 을러댔다. 교수형으로 협박한 뒤 맥파를랜드는 식사, 담배, 보다 좋은 처우를 약속하고, 오차드가 협조한다면 어쩌면 풀어줄 수도 있고 심지어 재정적 보상도 받을 수 있으리라 꼬드겼다. 그 결과 탐정양반은 피의자에게서 최소 17건 이상의 모살을 포함한 여러 범죄 64페이지 분량의 자백서를 받아냈다.
맥파를랜드는 오차드의 위증 자백서를 이용해 WFM 지도부가 슈토넨버그 모살 당시 그 현장에 있었다는 누명을 뒤집어씌웠다. 그리고 주 경계를 넘어 콜로라도주 덴버 시에서 헤이우드, 모이어, 조지 프티본 3인을 체포했다. 1906년 2월 17일, 맥파를랜드는 3인을 특수 열차에 태워 덴버 시법원이 개입하기 전에 아이다호로 빼돌렸다. 노조 조직가들은 이 과정을 납치 계획으로 간주했다. 이 유괴행위는 너무 터무니없어서 WFM과 전혀 사이가 좋지 않은 미국노총(AFL) 총재 새뮤얼 곰퍼스가 자기 조직에 변호를 위한 기금을 모을 것을 지시했을 정도였다. 대법원에 청원한 인신보호는 기각되었다. 이에 반대한 사람은 조지프 맥케나 대법관 뿐이었다.
헤이우드의 재판은 1907년 5월 9일에 시작되었다. 시카고의 유명한 변호사 클래런스 대로가 변호인으로 나섰다. 정부측은 오차드의 자백 외에는 다른 증거가 없었고, 대로는 오차드의 과거를 확인하여 그에게 폭력적 전과가 이미 있었음을 밝혀냈다. 다만 대로는 오차드에 대한 대질신문을 이끌어내지는 못했다. 재판 도중 오차드는 자신이 광산소유주협회에 돈을 받은 정보원으로서 이중 스파이 노릇을 했으며, 핑커톤 사립탐정들에게 돈을 받았고, 모이어나 헤이우드를 만나기 전에도 광산쟁의에서 폭발물을 사용한 적이 있다고 자백했다. 대로의 최종 변론 이후(많은 방청인들이 감동하여 눈물을 흘렸다), 배심원단은 헤이우드가 무혐의라고 선고했다. 뒤이은 조지 프티본의 재판에서도 대로는 재판이 질질 끌리기 전에 오차드와의 대질로 강력한 변호를 이끌어냈으며, 이후 덴버의 오린 힐튼에게 변호를 넘겼다. 두 번째 배심원단이 프티본도 무혐의라고 선고하자 모이어에 대한 기소는 아예 취하되었다.
이 일로 헤이우드는 급진적 이념에도 불구하고 전국적인 명성을 얻었다. 유진 데브스는 헤이우드를 “노동계의 링컨”이라고 불렀다. 파란만장한 과거와 외모에 자본주의에 대한 직설적인 발언들은 그를 유명하게 만들었다. 그는 자주 이렇게 말했다. “자본가는 심장이 없다. 대신 돈지갑에 작살질을 하면 피를 흘리게 할 수 있다.” 또 한번은 연설 모두발언에서 이런 말도 했다. “오늘밤 저는 계급투쟁에 대해 이야기할 것이며, 법조인마저 알아들을 수 있을 정도로 꾸밈없이 이야기할 것입니다.” 물론 헤이우드의 과장스러운 언동의 재능은 위험하기도 했다. 신문들은 그의 말들을 인용하면서 파업에 참여한 IWW 조합원 전체에 대한 체포를 정당화했다. 헤이우드가 자주 하던 말로는 이런 말도 있다. “강탈(Confiscate)이라! 그것은 좋은 것이다! 나는 이 낱말이 좋다. 이 낱말은 자본가를 벗겨먹음을, 그에게서 무언가를 빼앗아 온다는 의미를 내포한다. 그러나 이 빼앗음을 위해서는 상당한 힘이 있어야 한다.”

### 로렌스 섬유 파업

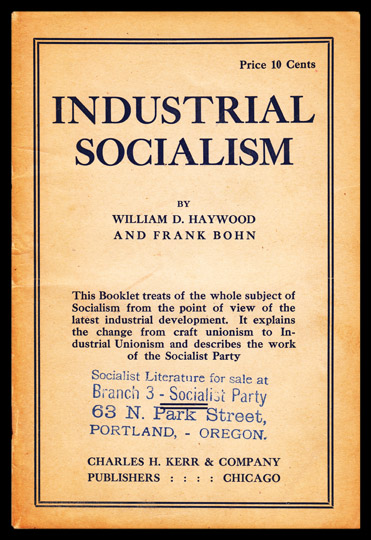
헤이우드는 산별노조 원리에 대한 대중적 소개서를 1911년 찰스 H. 커 출판회사를 통해 발행했다.

빌 헤이우드가 WFM을 떠나 IWW를 조직하고 있을 때쯤 매사추세츠주 로렌스 시에서 그 유명한 로렌스 섬유 파업이 터져 국가적 관심의 대상이 된다. 1912년 1월 11일, 로렌스 시의 방직공장 노동자들이 임금 삭감에 항의하여 일손을 놓았다. 1주일 만에 2만 명의 노동자가 파업에 참여했다. IWW는 이미 로렌스 현지에서 활동하며 파업 지도부의 기능을 하고 있었다.
관계자들은 경찰을 부르는 것으로 응답했고, 파업은 급격히 폭력사태로 치달았다. 현지의 IWW 지도자 조지프 에토르와 아르투로 지오바니티가 파업에 참여한 여공 안나 로피조에 대한 모살 혐의로 구금되었다. 그러나 그녀가 경찰 발포에 의해 사망했음을 확인한 목격자가 열아홉 명이나 있었다. 계엄령이 선포되었고, 헤이우드를 비롯한 조직가들이 로렌스로 내려가서 파업을 맡기로 했다. 이후 수 주에 걸쳐 헤이우드는 파업의 여러 전술적 결정사항들을 지휘 또는 승인했다. 그 중에서도 가장 두드러진 전술은 파업 노동자들의 굶주린 아이들을 뉴욕과 버몬트로 보내서 동정을 유발하자는 것이었다.
유럽의 노동자들이 장기 파업에서 이 전술을 사용했음을 알게 된 헤이우드는 로렌스에서 미국 노동사 최초로 도박을 걸어보기로 결정했다. 헤이우드와 IWW는 사회주의 신문들의 지면을 통해 많은 가정들에게 탄원했고, 낯선 이들에게 자기 아이들을 맡길 파업 노동자들이 얼마나 있을지 걸러졌다. 1912년 2월 10일, “로렌스 파업 아동들”의 첫 그룹이 부모에게 눈물의 작별을 하고 여성 보호자의 인솔에 따라 뉴욕으로 가는 열차에 올랐다. 아이들은 저녁에 맨해탄에 무사히 도착했고 노동회관으로 옮겨졌다. 아이들에게 음식과 의복이 제공되었고 이후 7주에 걸쳐 뉴욕에 머물렀다. 아이들이 안전하고 적절한 대우를 받았음에도 불구하고 로렌스 시 및 그 외 지자체 공무원들은 아동을 노사분규에 동원했다는 점에 충격을 받았다. 로렌스 시장 마이클 스캐늘런(Michael Scanlon)은 다음과 같이 말했다. “파업 지도부가 이런 일을 하리라고는 도저히 믿을 수가 없다. 로렌스 시는 이 아이들에게 쉽게 관심을 가질 수 있었으나 그러지 못했다.” 언론지상에서 이 어린이 엑소더스는 비난의 대상이 되었지만, 동시에 대중들 사이에 로렌스 시의 상황이 좋지 못하다는 인식을 널리 퍼뜨릴 수 있었다. 경찰과 시장은 처음보다 작은 규모의 어린이 대표단이 한두 번 더 떠날 수 있게 했지만, 그러면서 뒤로는 탄압의 계획을 세우고 있었다.
2월 24일, 파업노동자들이 또다시 아이들을 보내려는 것을 경찰이 덮쳤다. 혼전이 벌어졌고, 여자와 아이들은 강제로 분리되었다. 경찰은 사람들에게 몽둥이 찜질을 가했고, 파업노동자 및 그 자식들 수십 명이 체포되었다. 국가적 분노가 일었다. 《뉴욕 월드》 지는 “로렌스 시 당국은 눈이 멀었으며 공장주들은 미쳤음이 틀림없다”고 썼다. 《뉴욕 트리뷴》 지는 경찰의 대응을 “파업을 철회시키기 위한 협상이 가능했던 상황에서 그 무능을 드러내준 멍청한 짓”이라고 했다. 사태는 미국 의회로 올라갔고 대통령 윌리엄 하워드 태프트의 귀에까지 닿게 되었다. 전 국민적 압박으로 인해 공장주들은 노동자들에게 협조할 수 밖에 없게 되었다. 3월 12일, 공장주들이 파업노동자들의 요구를 모두 수용할 것에 동의함으로써 파업은 공식적으로 종료된다.
그러나 헤이우드와 IWW가 로렌스 시에서 할 일은 아직 끝나지 않았다. 파업이 끝나기는 했지만 에토르와 지오바니티가 억울하게 감옥에 갇혀 있었다. 헤이우드는 시 당국에게 “감옥문을 열지 않으면 공장문을 닫게 될 것이다”며 다시 파업이 있을 수 있다고 협박했다. 여러 법률지원과 9월 30일에 실시된 하루짜리 파업에도 불구, 기소는 취하되지 않았다. 헤이우드는 파업 기금을 유용했다는 혐의로 피소되었다. 이는 헤이우드가 로렌스 시로 돌아오지 못하게 만들려는 수작이었고, 그 결과 헤이우드는 보스턴 커먼에서 체포당한다. 에토르와 지오바니티는 11월 26일 무혐의로 풀려났다. 두 사람의 석방은 대규모의 대중적 지지가 뒷받침된 결과로 생각된다.

### 미국 사회당
헤이우드는 오랫동안 미국 사회당의 열성당원으로 활동했다. 그의 사상은 상당히 오랫동안 마르크스주의자였으며, 1908년 미국 대통령 선거에서 유진 데브스의 선거운동에 참여하여 데브스와 함께 열차를 타고 전 국토를 돌아다니기도 했다. 또한 1910년에는 국제사회주의 운동 조직 제2인터내셔널에 미국 사회당 대표로 보내졌다. 1912년, 헤이우드는 사회당 전국집행위 위원으로 선출된다.
그러나 임금제도 철폐와 자본주의 전복에 관한 헤이우드와 IWW의 급진성은 사회당의 보다 온건한 의회정치 지향 사회주의자들과의 사이에 긴장을 발생시켰다. 헤이우드와 IWW는 정치적 전술보다는 직접행동과 파업을 선호했으며, 이는 대부분 폭력사태로 이어졌다. 헤이우드가 뉴욕 시에서 열린 공청회에서 앞으로 자신은 노동자들의 투표권 행사를 지지한 적이 한 번도 없으며 직접행동 전술을 선호한다고 밝히자 사회당 뉴욕주당 주집행위는 전국집행위에 헤이우드의 퇴진을 요구했다. 1913년 2월, 2대 1을 넘어서는 비율로 헤이우드의 제명안이 통과되었다. 당내 투쟁에서 패배한 헤이우드는 사회당의 모든 당직을 내려놓고 IWW의 수천 조합원과 그 지지자들에게 합류했다.

### 기타 노동운동

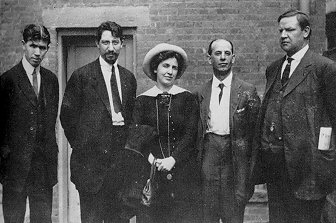
1913년 패터슨 견직 파업 지도부 패트릭 퀸란, 카를로 트레스카, 엘리자베스 걸리 플린, 아돌프 레시그 그리고 빌 헤이우드

1913년, 헤이우드는 패터슨 견직 파업에 참여한다. 이 파업으로 헤이우드를 비롯한 1,850여명의 파업 참여자가 체포당했다. 오랜 저항과 기금 조성 활동에도 불구하고 파업은 1913년 1월 28일 실패로 끝난다. 그러나 IWW가 매디슨 스퀘어 가든에서 마치 자신들이 견직공장 노동자들인 것처럼 꾸미고 패터슨에서 하는 것처럼 파업을 재현하자 헤이우드는 또다시 신문지상에 올랐다. 헤이우드는 진보운동가 사이에 유명세를 얻었고, 마벨 다지 루한 부인의 지식인 살롱에 빈번히 드나들게 되었다. 특유의 스테트슨 모자를 쓰고 살롱에 든 헤이우드는 그곳에서 아방가르드 작가 및 예술가들을 사귀었다.

### 간첩 혐의 재판
헤이우드와 IWW는 노동쟁의를 하면서 정부와 계속 충돌했다. 제1차 세계 대전의 발발은 미국 연방정부가 눈엣가시 같았던 헤이우드와 IWW를 손봐줄 좋은 기회가 되었다. 1917년 9월 5일, 법무부는 새로이 통과된 1917년 간첩법을 적용하여 전국의 IWW 지부 48개소에 들이닥쳤다. 법무부는 대통령 우드로 윌슨의 재가를 받아 IWW 조합원 165명을 “징집방해 및 탈영조장 음모, 노동쟁의와 관련해 사람들을 위협” 혐의로 체포한다.
1918년 4월, 체포된 IWW 조합원들 중 헤이우드 외 100명에 대한 재판이 시작되었다. 배석판사는 케네소 마운틴 랜디스였다. 재판은 5개월간 계속되었으며, 이는 당대 최장기간 지속된 형사재판이었다. 그러나 그 긴 기간 동안 헤이우드 본인이 증언한 시간은 단 3일밖에 없었다. 피고 101명 전원에게 유죄가 확정되었고, 헤이우드 외 14명에게는 징역 20년형이 선고되었다.
지지자들의 노력에도 불구하고 헤이우드는 유죄 선고를 뒤집을 수 없었다. 1921년, 헤이우드는 상고를 위한 보석 기간 중에 잠적하여 러시아로 도피했다. IWW 관계자들은 헤이우드의 도피를 전혀 몰랐으며 오히려 깜짝 놀랐다. 헤이우드의 변호인은 “헤이우드가 정말 도망쳤다면 그는 노동운동에 있어 할복(곧 정치적 자살)을 저지른 것이다. IWW 및 IWW의 모든 지지자들은 그와 절연할 것”임을 선언했다. 백만장자 지지자 윌리엄 브로스 로이드가 대납해 준 미화 15,000 불 상당의 보석금은 헤이우드의 도피로 인해 그대로 몰수되었다.

### 소비에트 러시아에서의 여생

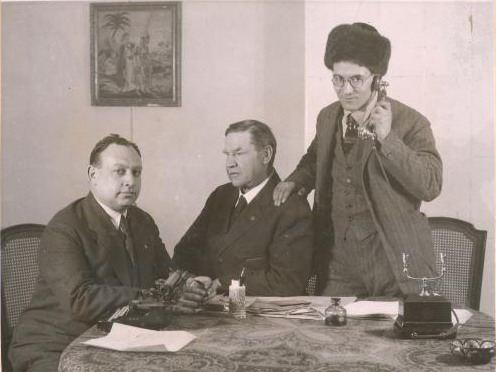
왼쪽부터 윌리엄 샤토프, 헤이우드, 그레고리 안드레이친

러시아 소비에트 연방 사회주의 공화국으로 건너간 헤이우드는 레닌의 볼셰비키 정부의 노동자문관이 되었으며, 1923년까지 그 자리를 유지했다. 또 쿠즈바스 자율산업단지의 개발에도 참여했다. 모스크바에 소재한 헤이우드의 작은 아파트를 방문한 여러 사람들은 헤이우드가 외롭고 우울해 보였으며 미국으로 돌아가고 싶어했다고 회상했다. 1926년 헤이우드는 러시아 여자와 결혼했으나 부부는 서로의 모국어를 배우려 하지 않고 수화로 의사소통했다.

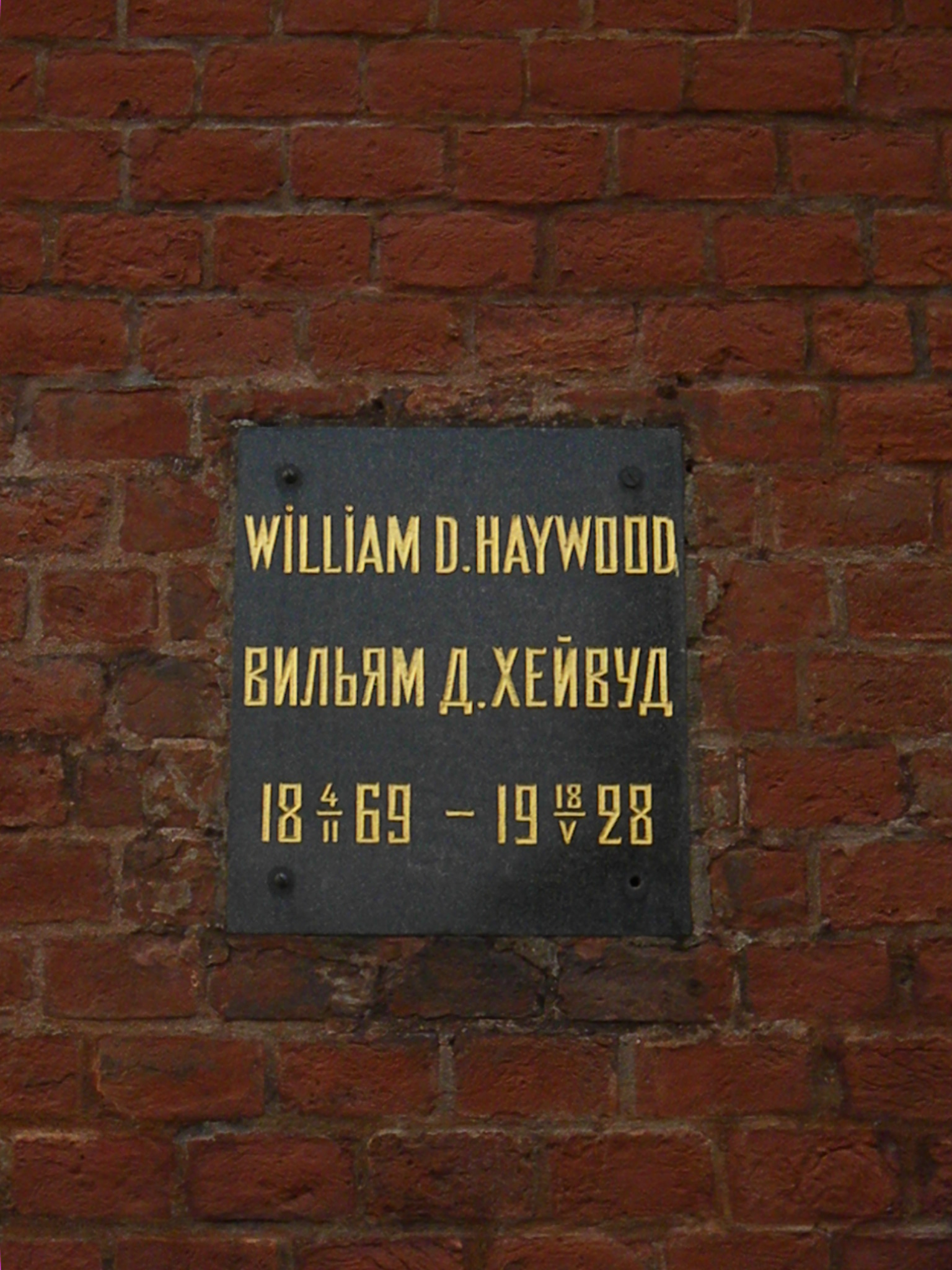
크레믈린 벽에 붙은 헤이우드의 매장 명판

1928년 5월 18일, 헤이우드가 모스크바의 병원에서 죽었다. 사인은 알코올 중독과 당뇨로 인한 뇌졸중이었다. 시신을 화장해 뼛가루의 절반은 크렘린 벽에 매장했고 나머지 절반은 유골함에 담아 시카고로 보내 헤이마켓 희생자 위령비 근처에 매장했다.

## 헤이우드의 노동철학

### 산업별 노동조합
헤이우드는 서부광부연맹(WFM)에 가입하기 전부터 사람들이 고생스럽게 일하는 체제가 부당하다고 확신했다. 그는 1887년 헤이마켓의 지도부가 처형된 것이 자기 삶의 전환점이 되었으며, 이를 계기로 당시 가장 큰 노동조직인 노동기사단에 가입하게 된다. 헤이우드는 위험한 갱도 안에서 죽어가는 사람들을 보았고, 칵시의 행군에 참여했다. 그 자신도 광산에서 손에 심각한 부상을 입었으며, 그때 도움을 받을 수 있는 것은 동료 광부들 뿐이었다. 1896년 WFM의 에드 보이스가 광부들 앞에서 연설하는 것을 들고 헤이우드는 급진적 노동조합주의를 돈오했고 또한 기꺼이 받아들였다.
헤이우드는 미국노총(AFL)에 대해 회의적인 보이스의 시각도 공유했다. 헤이우드는 자기가 보기에 AFL의 노조 간부들은 노동의 전쟁을 충분히 지원하고 있지 않았다. 예컨대 헤이우드는 AFL 총재 새뮤얼 곰퍼스가 헤이마켓 수감자들을 구명하기 위해 일리노이 주지사 리처드 제임스 오글스비를 만나 처음 한 말, “나는 내 일생에 걸쳐 지탄받을 자들(과격파)의 원리와 방법을 멀리해 왔습니다”를 매우 아니꼬워했다.
곰퍼스는 노동자들이 각자의 기술에 따라 나뉘어야 한다는 직종별 노동조합의 지지자였고, AFL은 기술이 따로 없는 비숙련 노동자를 조직하는 일을 괄시했다. 곰퍼스는 1900년 전미시민연맹 초대 부총재가 되었는데, 이 단체는 “자본과 조직된 노동 사이의 조화와 공조를 함양하기 위함”을 그 목적으로 삼았다. 하지만 헤이우드는 철도노동자들의 파업을 경험하며 이와는 다른 노조철학, 일종의 산업별 노동조합이 정의구현을 위해 필수적이라는 생각을 하게 된다. 1888년 직종별로 조직화된 기관차 화부들이 일을 멈추지 않아 기업주들이 철도 엔지니어들의 파업을 분쇄하는 것을 결과적으로 돕게 된 사건이 있자 이런 생각은 더욱 구체화된다.

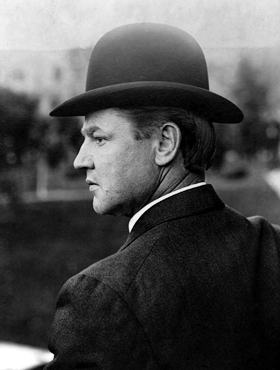
빌 헤이우드. 촬영일자 불명

유진 데브스는 당시 기관차 화부들의 노조 지도부였는데, 사임하고 새로이 철도산업에 종사하는 모든 노동자를 대상으로 하는 전미철도노조(ARU)를 설립한다. 1894년 6월 ARU가 풀먼사 파업에 연대하자 미국 전역의 철도교통이 거의 마비되었다. 산업별 노동조합의 효과는 그 시작부터 매우 명백한 증거를 보여주었다. 시카고 한 곳에만 14,000 명의 군대와 2600명의 보안관들이 배치되는 등 정부가 사측 편을 들며 대규모로 개입하여 풀먼사 파업은 결국 분쇄된다. 데브스는 AFL의 열차형제단에 제휴를 요청하는 한편 열차관리자협회에 “모든 노동자들의 위치가 전과 같이 복구되면 그들은 한꺼번에 직장으로 돌아갈 것이나, 그렇지 아니할 경우 총파업이 있을 것”이라는 전언을 보냈다.
그러나 AFL 지도부는 ARU가 무방비 상태가 된 것을 보고 경쟁 조직의 곤경이 자기들의 세를 넓힐 기회라고 생각했다. AFL은 가맹된 모든 노조에게 ARU를 돕지 말 것을 지시한다. 헤이우드는 이를 “배반행위(treachery)”이며 “배신행위(double-cross)”라고 받아들였다. AFL 지도부로서는 남의 조직을 위해 자신들이 위험을 무릅쓸 필요가 없다고 판단한 것일 터이지만, AFL은 파업을 최소 무승부로 끝내기 위한 도움마저 거부했다. 풀먼사 파업에서 자기 업무라인과 관할범위를 넘어서 함께 자본에 맞서는 노동자들의 힘에 헤이우드는 큰 감명을 받았다. 그는 이때의 깨달음이 “거대한 틈새빛살”이었다고 묘사했다.
1903-05년 크리플크리크에서 WFM의 파업이 실패하자 헤이우드는 산업별 노동조합 원칙은 옳으나 노동자들의 연대가 부족하여 실패한 것이라고 판단했다. WFM의 광부들은 노조의 혜택을 자신들이 채굴한 광석을 처리하는 공장 노동자들에게까지 확대시키려고 한 바 있다. 정부가 ARU를 박살내자 철도노동자들은 다시 AFL의 방식대로 직종별로 조직되었다. 그리고 풀먼사 파업에 참여했던 바로 그 노동자들이 크리플크리크 광산의 광석을 공장으로 운송하고, 또 그 공장 노동자들은 광석을 처리함으로써 광부들의 파업이 실패하는 데 결과적으로 기여하게 된 것이다. 헤이우드는 철도노동자들이 이 짜증나는 상황의 양쪽 끝에 연결되어 있는 셈이라고 불평했다. “노동조합들이 광산주들에게 도움을 주었다는 사실만 없었다면, 3년째 끌고 있는 이 투쟁은 3주만에 승리할 수 있었을 것이다”라고도 했다. 그렇다면 이 상황에 대한 (헤이우드가 보기에) 명백한 해결책은 모든 노동자를 하나의 노조 아래 조직화시켜 고용주들에 대하여 일제히 집합적 행동을 취하는 것 뿐이다. WFM의 전투적 분자들은 AFL을 “미국노동총연맹(American Federation of Labor)”이 아니고 “미국노동총분열(American Separation of Labor)”이라고 비꼬아 불렀다. 이러한 비판은 메아리가 되어 이후 세계산업노동자연맹(IWW)의 함성으로 이어지게 된다.

### 혁명적 명령
헤이우드의 산별노조 사상은 파업을 하기에 보다 효율적인 방법을 강구하는 것 이상의 보다 포괄적인 것이었다. 헤이우드는 노동계급의 일원으로서 성장했으며, 일하는 사람에 대한 진심어린 경의를 갖고 있었다. 그는 “명령을 내릴 때 말고는 노동자에게 말을 건 일이 …… 단 한번도 없는” 고용주들의 오만에 분노했다.
WFM 시절 데브스를 만난 헤이우드는 이 전직 ARU 지도자가 새로이 매료된 사회주의에 관한 관심도 갖게 되었다. 헤이우드 자신도 그 믿음에 동참하였고, 보이스와 함께 다음과 같은 WFM의 새 표어를 만들었다.

| “ | 노동이 모든 부를 생산한다. 그러므로 모든 부는 생산자에게 속한다. | ” |
|   | —                                                                |   |

헤이우드는 정부가 사측의 편을 들어 광부들의 열망을 짓밟는 데 동참하는 것을 숱하게 목격했다. 1899년 아이다호주 코르덜레인 시에서 임금 삭감으로 인해 분규가 일어났다(코르덜레인 대치). 사측은 프락치를 심어 노조 조직가 및 친노조적 광부들을 색출해 해고해 버렸다. 좌절한 광부들이 폭력사태를 일으켰고 사람 두 명이 죽었다. 계엄령이 선포되었다. 7년 전에도 코르덜레인에서 같은 일이 일어났고, 이번에도 군인들이 파업 분쇄에 나섰다. 군인들은 수백 명의 노조 조합원들을 어떠한 정식 기소도 없이 잡아다가 1년 동안 위생관리가 되지 않은 더럽고 벌레가 들끓는 창고에 가두었다. 창고 안에 그 많은 사람들을 집어넣으니 너무 바글바글해서 군인들은 유개화차를 가져다 입구를 막아야 했다. 현지의 노조 지도자 한 명이 징역 17년형을 선고받았다. 헤이우드는 코르덜레인 시에서 경험한 악랄한 행위가 계급전쟁의 효시라고 생각했다. 1901년 WFM 대회에서 광부들은 “사회경제적 환경의 완전한 혁명”이 “노동계급의 유일한 구원”임에 동의했다.
1903–04년 WFM이 콜로라도 주에서 분규에 참여했을 때도 군병력이 계엄령을 선포했다. 주방위군이 꺼내든 두 개의 선포문은 콜로라도 주지사의 호의로 광산업주들을 지원하는 군대와 노동자들 사이의 관계를 명확히 보여주었다. 노조측 변호인들이 법정에서 불법적으로 구금된 파업 참여자를 석방해 줄 것을 요구하자 부관감 셔먼 벨이라는 자는 “인신보호청원(Habeas corpus)은 집어치우라. 우리는 그들에게 변사체 검시(post mortems)밖에 줄 게 없다”고 당당히 말하기도 했다. 헌법을 들먹이며 반박하자 벨의 부관 중 하나는 “헌법은 지옥에나 가라지. 우리는 헌법으로 움직이지 않는다”라고 했다.

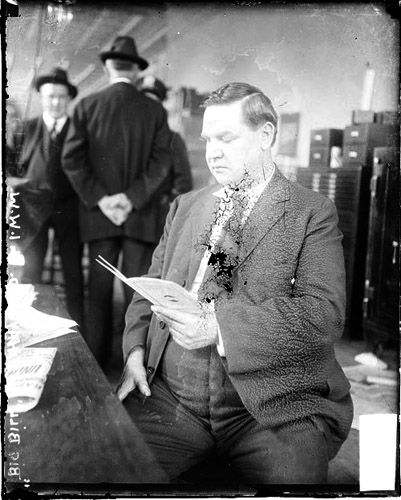
1917년 시카고에서 열린 대회에 참여한 헤이우드

벨은 크리플크리크의 탄광(역시 파업이 일어난 바 있음) 관리자를 지낸 적이 있었다. 헤이우드가 보기엔 군인들이 고용주들의 편을 들어 일하는 것은 놀라울 일이 아니었다. 그러한 상황은 이미 누차 봐온 것이었다. 그러나 콜로라도 주의회가 노조측의 불만사항을 인정하고 8시간 노동제를 통과시키자, 콜로라도 주대법원은 이것이 위헌이라고 판결했다. 그러자 WFM은 이 문제를 유권자들에게 들고 갔고, 주민투표 결과 72%가 찬성했다. 그러나 콜로라도 주정부는 주민투표 결과를 무시했다.
정부가 사측을 편든다는 것은 명백해졌다. 이제 조직된 노동자들이 스스로를 위해 8시간 노동제를 지킬 수 있는 방법은 직접행동 뿐이었다. 아이다호스프링스 시와 텔류라이드 읍의 광부들은 8시간 노동제를 요구하며 파업을 일으켰다가 자경단들의 총구에 포위당했고, 자신들이 터를 잡고 살던 지역사회에서 쫓겨났다. 법을 어긴 자경단원들에 대한 체포 영장이 발부되었지만 그 영장이 실제로 사용되는 일은 없었다.
헤이우드는 존 록펠러가 “콜로라도 민중들이 투표로서 행사할 수 있는 것보다 더 큰 권력을 골프채로 휘두름”에 분노했다. 헤이우드가 보기에는 노사관계는 애초에 판 자체가 노동자들에게 불리하게 기울어져 있고, 그 판 자체를 바꾸지 않고서는 노동자들은 어떠한 영속적 성취도 얻을 수 없었다. 자연히 헤이우드의 산별노조 사상은 점점 더 혁명적 경향을 띠게 되었다. 1905년 헤이우드는 극좌 사회주의자, 헤이마켓 전통의 노동무정부주의자, 여타 전투적 노동운동가들을 혁명적 산별노조 사상 아래 묶기 위해 세계산업노동자연맹 창설에 참여한다. 헤이우드는 산별노조 사상을 “작업복을 입은 사회주의”라고 불렀다.
헤이우드는 직접행동을 선호했다. WFM 지지자 토머스 조지프 해거티 신부가 “느림주의(slowcialism)”라고 지칭한 일반적인 사회주의 사상은 헤이우드의 노동본능을 충족시킬 수 없는 것으로 사료되었다. 살인누명 재판 이후 헤이우드는 다음과 같이 생각하게 되었다.

| “ | 사회당과 사회주의 노동당이 이러한 절망적인 정치적 투쟁에서 좀처럼 IWW와 함께하지 않은 것은 수치라 할 것이다. | ” |
|   | — |   |

헤이우드는 직접행동을 계속 옹호하면서도 사회주의자들이 선호하는 정치행동 역시 옹호했다. 그러나 헤이우드에게 정치행동은 변화를 위한 또다른 하나의 기작일 뿐이었으며, 그 행동이 유의미하다고 판단될 경우에만 받아들였다. 1913년 10월 사회당 회합 자리에서 헤이우드는 다음과 같이 말한다.

| “ | 본인은 노동자 대다수가 정치적 대변자가 없는 국외자인 동부의 직물산업에 대하여서는 산업적 투표를 지지합니다. 그러나 서부의 미국인 노동자들에 대해 말할 것 같으면 산업적 정치적 투표를 모두 지지한다 하겠습니다. | ” |
|   | — |   |

여기서 “산업적 투표”란 물론 IWW의 직접행동(파업, 태업 등)을 일컬은 것이다.
헤이우드는 노동자들의 궁핍한 경험을 통해 도달하게 되는 사상을 가장 편안하게 생각한 것 같다. 그는 복잡한 경제이론을 간단한 말로 번역하여 노동자들 사이에 전파시키는 데 능했다. 그는 카를 마르크스의 방대한 저술들의 핵심을 다음과 같은 단순한 명제로 증류시켰다. “어떤 사람이 일을 하지 않았는데도 1달러를 가지게 되었다면, 다른 누군가가 1달러만큼 일을 하고도 그 돈을 받지 못한 것이다.” 헤이우드는 마르크스의 저술들을 존중하면서도 그것을 불손하고 해학적으로 다루었다. 위험한 광산 노동을 하며, 또 경찰이나 민병대와 숱한 주먹다짐을 주고받으며 얻은 흉터들을 가리켜 헤이우드는 이렇게 말하곤 했다. “나는 마르크스의 《자본》을 읽어 본 적은 없지만, 내 몸은 자본의 흔적들로 덮여 있다.”
헤이우드는 노사관계위원회에서 사유재산이 존엄하다는 주장에 대해 자본가들의 재산은 그저 “체불된 노동, 잉여가치”를 의미하는 것일 뿐이라고 대꾸한 데서부터 자신의 마르크스주의적 뿌리를 찾는다. 그런 한편 이 위원회에서 헤이우드는 IWW의 사상을 마르크스 및 사회주의 정당들의 그것과 비교할 기회를 얻게 되었다. 그는 사회주의자들이 산업의 국가 소유를 옹호한다는 것을 위원회를 통해 다시금 깨닫게 되었다. 하지만 헤이우드는 산업은 노동자들에 의해 소유되어야 한다고 생각했고, 이 지점에서 그들과 자신 사이의 매우 분명한 차이를 알게 되었다고 자서전에서 술회한다.

### 인종을 초월한 노동자 연합
헤이우드의 사회주의 철학, 직종별 노동조합보다 산업별 노동조합이 우월하다는 생각, 임금제도의 사악함, 기업·민병·정치인들에 대한 태도는 WFM 시절의 스승인 에드 보이스와 대부분의 요소를 공유한다. 보이스는 외국인 체류자의 고용을 금지하는 법을 만들자고 주장한 적도 있다. 그러나 이 점에서만은 헤이우드는 보이스와 달랐다. 보이스를 비롯한 많은 당대 노동 지도자들과 달리 헤이우드는 모든 인종을 초월해 노동자들이 같은 노조 아래 조직화되어야 한다고 믿었다. IWW에 대한 헤이우드의 생각은 이랬다. “흑인과 백인을 모두 받아들일 정도로 크고, 모든 국가의 국적을 모두 받아들일 수 있을 정도로 크다. 국경선을 지워버릴 정도로 강한 조직이 될 것이다.”
1912년, 헤이우드는 루이지애나주의 산림노동자 형제단 대회 자리에서 다음과 같은 발언을 했다. 당시 루이지애나에서는 서로 다른 인종끼리 만나는 것은 불법이었다. 헤이우드는 백인 노동자들이 흑인 노동자들을 대회 자리에 불러야 한다고 주장했다.
| “ | 그대들은 같은 공장에서 함께 일합니다. 때로는 흑인 한 명과 백인 한 명이 나무 한 그루를 함께 베기도 합니다. 그대들은 지금 그대들이 노동하는 환경을 논하기 위해 대회를 열고 있습니다. 왜 이 문제에 대해 분별을 갖지 못하고 흑인들을 대회에 부르지 않는 것입니까? 만일 그것이 불법이라면, 지금이야말로 그 법을 어겨야 할 때인 것입니다. | ” |
|   | — |   |
인종간 회합을 금지하는 법을 무시하고 노조 대회는 흑인 노동자들을 초청했고, 이날 대회에서 산림노동자 형제단은 IWW 가맹을 투표로 결정했다.

## 저서
- 《산업사회주의》(Industrial Socialism), 프랭크 본과 공저. 시카고: 찰스 H. 커 출판회사. 1911년.
- 〈총파업〉("The General Strike"). 시카고: 찰스 H. 커 출판회사, n.d. [1911].  1911년 3월 16일 연설.
- 《빌 헤이우드 자서전》(Bill Haywood's Book: The Autobiography of Big Bill Haywood). 뉴욕: 인터내셔널 출판사, 1929년.

## 같이 보기
- 세계산업노동자연맹
- 서부광부연맹